# Busted Up
Busted Up (Brasil: Nocaute Fatal / Portugal: Combate a Punhos Nus) é um filme norte-americano de 1986, do gênero drama, dirigido por Conrad Palmisano e protagonizado por Irene Cara, mais conhecida por sua atuação em Fame e Flashdance.

## Sinopse
Earl Bird (Paul Coufos) foi um boxeador que trocou o mundo dos ringues por uma vida sossegada como dono de uma acadêmia na periferia de Toronto, no Canadá. Sua esposa Simone (Irene Cara), mãe da jovem Sara (Nika Kaufhold), com apenas 11 anos, entra em conflito com Earl quando decide abrir mão da vida familiar em busca de um sonho: voltar a ser cantora noturna.
Quando agentes imobiliários da região pressionam Earl a fechar a academia, Simone convence-o a lutar para conseguir dinheiro e salvá-la. Earl aceita e se inscreve numa violenta competição conhecida como "Round Ring Boxing", promovida pelo gângster Irving Drayton (Tony Rosato), na qual terá de enfrentar um grande lutador de sua escolha. O dilema começa quando Earl descobre que esse lutador é Granite Foster (Mike D'Aguilar), o mesmo homem que matara o seu irmão, anos antes, quando os dois estavam presos.

## Elenco principal
- Paul Coufos.... Earl Bird
- Irene Cara.... Simone
- Stan Shaw.... Angie
- Tony Rosato.... Irving Drayton
- Frank Pellegrino.... Nick Sevins
- Mike D'Aguilar.... Granite Foster
- Gord Judges.... Tony Tenera
- George Buza.... Captain Hook
- Nika Kaufhold.... Sara
- Nick Nichols.... Greene
- John Ritchie.... Phil
- Rick Orman.... Teddy
- John Dee.... Daddy Ray
- Albert Bernardo.... Al
- Garfield Andrews.... Bobby
- Lawrence King-Phillips.... Kenny
- David Mitchell.... Greg Bird
- Zack Nesis.... Spence
- Sonja Lee.... Darlene
- Tony Morelli.... Jackson
- Raymond Marlowe.... Jake
- Louis Di Bianco.... Frankie

## Trilha sonora
Não houve lançamento em CD/LP/K7. As músicas são:
"Busted Up"
- Autores: Irene Cara; Gordon Grody
- Intérprete: Irene Cara (part. esp. Gordon Grody)

"Dying For Your Love"
- Autores: Gordon Grody; Carlotta McKee
- Intérprete: Irene Cara

"I Can't Help Feeling Empty"
- Autor: Irene Cara
- Intérprete: Irene Cara

"She Works Hard For The Money"
- Autores: Donna Summer; Michael Omartian
- Intérprete: Irene Cara